# William Jebor
William Jebor (ur. 10 listopada 1991 w Monrovii) – liberyjski piłkarz, grający na pozycji napastnika, reprezentant Liberii.